# Les Neveux de Donald
Série Donald Duck
Pour plus de détails, voir Fiche technique et Distribution.
Les Neveux de Donald (Donald's Nephews) est un court métrage d'animation américain des studios Disney avec Donald Duck, sorti le 15 avril 1938. Ce dessin animé marque la première apparition au cinéma de Riri, Fifi et Loulou (Huey, Dewey and Louie en VO), les neveux de Donald Duck.

## Synopsis
Comme dans la bande dessinée qui voit leur apparition en comic strip dans les journaux, le 17 octobre 1937, les trois garnements sont envoyés chez leur oncle car leur mère Della veille son mari à l'hôpital ; il a été la victime d'un pétard placé sous son fauteuil par ses fils. Pendant l'épisode, les neveux vont faire les quatre cents coups, jusqu'à ce que Donald puisse les renvoyer chez leur mère.

## Fiche technique
- Titre original : Donald's Nephews
- Titre français : Les Neveux de Donald
- Série : Donald Duck
- Réalisation : Jack King
- Scénario : Carl Barks, Jack Hannah
- Animation : Paul Allen, Jack Hannah, Ed Love, Bernard Wolf
- Musique :
- Production : Walt Disney
- Société de production : Walt Disney Productions
- Société de distribution : RKO Radio Pictures
- Format : Couleur (Technicolor) - 1,37:1 - Son mono (RCA Sound System)
- Durée : 8 min
- Langue : Anglais
- Pays :  États-Unis
- Date de sortie :
  - États-Unis : 15 avril 1938[1]

## Voix originales
- Clarence Nash : Donald Duck / Huey (Riri) / Dewey (Fifi) / Louie (Loulou)

## Voix françaises

### 1erdoublage (années 1980)
- Michel Elias : Donald Duck

### 2edoublage (1989)
- Sylvain Caruso : Donald Duck et ses neveux

## Commentaires
Ce dessin animé marque la première apparition au cinéma de Riri, Fifi et Loulou, les neveux de Donald Duck. Créés par Ted Osborne et Al Taliaferro, leur première apparition avait eu lieu en comic strip dans les journaux le 17 octobre 1937. Aucun moyen de les différencier physiquement de manière sûre n'existant, les dessinateurs ont tenté de leur attribuer une couleur de vêtements, qui variera selon les films et les dessinateurs. Ici Riri est en rouge, Fifi en orange et Loulou en vert.
Pour Neil Sinyard, le film est une satire des manuels d'éducation parentale et des acteurs de Rue sans issue (1937) dans lequel il est dit « après tous, les petites enfants sont simplement des anges sans aile. »
Après ce film, aucun dessinateur ou auteur de l'univers de Donald Duck n'a à nouveau évoqué Della Duck jusqu'en 1993 et l'histoire Le Bâtisseur d'empires du Calisota, épisode de La Jeunesse de Picsou de Don Rosa, où elle apparaît enfant, dans un rôle muet à côté de Donald découvrant leur oncle Picsou.

## Titre en différentes langues
Source : IMDb
- Allemagne : Kurzbesuch bei Onkel Donald
- Argentine : Los Sobrinos de Donald
- Suède : Kalle Anka som fosterfar, Kalles brorsöner